# Става
Ставите и ставните капсули свързват костите в човешкия организъм. Съществуват стави с различна форма, здравина и подвижност в зависимост от тяхната функция. Например тези между прешлените на гръбначния стълб са здрави и нетолкова подвижни за разлика от тези разположени в китките и пръстите.
Ставата представлява свързване на две или повече кости в човешкия скелет. Те позволяват на костите да се движат, като са едновременно неразтегливи, но еластични и гъвкави. Също така поддържат и стабилността, тъй като в местата на ставните съчленения костите се стабилизират от здрава фиброзна съединителна тъкан, изграждаща ставните връзки или лигаменти.
Съществуват три типа стави:
- Фиксирани стави – те са подобни на сутурите между черепните кости и не позволяват движение.
- Частично подвижни хрущялни стави – при тях междупрешленните дискове са с ограничена подвижност.
- Синовиални стави – те са свободно подвижни.

Повечето стави са синовиални. Във вътрешността им, маслоподобна синовиална течност облекчава триенето между ставните хрущяли, които покриват костните краища. Различните типове синовиални стави притежават собствена амплитуда на движение. Според типа на движението, синовиалните стави се определят като:
- Сферични – те са многоосни и позволяват движение в много посоки, пример за това са раменната става и бедрената става.
- Плоски – те са най-слабо подвижни, пример за това е кръстцово-хълбочната става.
- Елипсовидни – те позволяват движение по напречна и предно-задна ос, пример за това е радиокарпалната става.
- Шарнирни – те позволяват движение около две оси, пример за това е атланто-аксиалната става.
- Седловидни – те позволяват движение в две взаимно перпендикулярни равнини, например в основата на палеца.

## Устройство на ставата и ставните съчленения
Повърхностите на две свързващи се кости са покрити с хрущял. Зрелият хиалинов ставен хрущял е съчленен пряко с подхрущялната кост (на английски: subchondral bone, на български срещано и като субхондрална кост) чрез тънък слой от калцифициран хрущял. Вътре в него, произведени от хондроцити, се разполагат перпендикулярно нишки от колаген-II, чиято здравина се подсилва от нишки от колаген-I, те произведени от остеобласти.
Пространството около костите е обхванато от синовиална мембрана, а вътре в самото пространство се разполага синовиална течност, която намалява триенето между хрущялите. Ставата е подсилена със ставни връзки, наречени лигаменти.